# Bildungssystem in Slowenien

Absolventen der Alma Mater Europaea, Maribor

Das Bildungssystem in Slowenien umfasst die üblichen Bildungsstufen. Es wird reguliert vom Zavod Republike Slovenije za Šolstvo (ZRSŠ, Schulerziehungsinstitut der Republik Slowenien) für Kindergärten, Grundschulen, Sekundarschulen, Musikschulen und Internatsschulen. Der Staat gibt 5,8 % des BIP für Bildung aus, ein überdurchschnittlicher Wert. Bei den PISA-Studien lag das Land 2018 noch leicht über dem OECD-Durchschnitt, vor allem in Mathematik, bei der Messung 2022 war aber ein Leistungsrückgang zu verzeichnen. Das Ergebnis ähnelt dem in Deutschland und liegt vor Österreich. Seit dem Ende des Sozialismus 1990 gibt es auch Privatschulen, christliche, Waldorf- und Internationale Schulen, deren Finanzierung durch den Staat teils auf Unwillen stieß.
Das Schuljahr beginnt am 1. September und endet am 24. Juni. Es besteht immer aus zwei Halbjahren.

## Vorschul-, Primar- und Sekundarstufe I
Der schon traditionell sehr hoch genutzte Vorschulbereich ist nicht obligatorisch und wird teilweise privat finanziert. Im Primarbereich besuchen die Kinder zuerst im Alter von 5 oder 6 Jahren die gemeinschaftsschulartige Elementarschule [osnovna škola] und bleiben in einer Klasse bis zum Alter von 14 oder 15 Jahren (1.–9. Klasse).

### Erste Periode
Bis nach der 5. Klasse bleiben die Kinder in einem Raum bei einem Lehrer. Die Schulsprache ist Slowenisch, an einigen grenznahen Orten Ungarisch oder Italienisch. Neben den Grundkompetenzen und den ersten Fächern lernen die Schüler Englisch. Bis zur 4. Klasse gibt es nur deskriptive Bewertungen.

### Zweite Periode (Sekundarstufe I)
Die zweite Periode der Sekundarstufe I beginnt in der 6. Klasse mit der Zuweisung neuer Lehrer neben dem Klassenlehrer und endet in der 9. Klasse. Die Fächer sind nun Mathematik, Slowenisch, eine Fremdsprache, Geschichte, Geographie, später auch Naturwissenschaften. Mit der 7. Klasse beginnen einige Wahlfächer. Die letzten Schuljahre werden in Mathematik, Slowenisch und der Fremdsprache leistungsdifferenziert unterrichtet. Die Noten werden am Ende in Ziffern von 1 bis 5 ausgedrückt, wobei die 5 „hervorragend“ bedeutet.

## Sekundarstufe II
Der Sekundarbereich nach der 9. Klasse weist berufliche und technische Schulen sowie Gymnasien und Schulzentren mit klar voneinander abgegrenzten Bildungsgängen, für die die Noten ausschlaggebend sind, von ungleicher Dauer und mit unterschiedlichen Zielen und Inhalten auf:
- Die kürzeren, zweieinhalb- u. dreijährigen berufsqualifizierenden Programme führen direkt auf den Arbeitsmarkt.

- Die Vierjahresprogramme sind entweder allgemeinbildende Gymnasien, beruflich orientierte technische Gymnasien oder technische Berufsschulen. Ein Beispiel ist das 1850 gegründete I. Gymnasium Maribor, das u. a. Deutsch als Fremdsprache anbietet und über einen klassischen Zweig mit Latein verfügt.[7]

## Tertiärstufe
In der Tertiärstufe stehen zahlreiche Einrichtungen der beruflichen und betrieblichen Bildung, die an die differenzierte Tradition Jugoslawiens anknüpfen, den Schulabsolventen offen und bieten Abschlüsse von der Lehre bis zu diversen Hochschulzugangsberechtigungen an.
Es gibt drei öffentliche Universitäten in Slowenien: Universität Ljubljana, Universität Maribor und Universität Primorska. Bedeutend war der Architekt Josef Plecnik (1872–1957). Daneben gibt es in der Universität Ljubljana eine Musikakademie, eine Kunstakademie, die stark von Rihard Jakop (1869–1943) ausging, eine Theater- und Filmakademie, an der Karpo Aćimović Godina (* 1943) lehrte. An weiteren privaten Hochschulen gibt es die Universität Nova Gorica, die Universität der Union für den Mittelmeerraum und mehr. Zu Beginn des Studienjahres 2021/2022 waren rund 61.500 Studierende an slowenischen Hochschulen eingeschrieben. Die Slowenische Akademie der Wissenschaften und Künste (SAZU) besteht seit 1938 und beruft sich auf die frühneuzeitliche Academia Operosorum Labacensium.
Siehe Liste der Universitäten und Hochschulen in Slowenien.

## Geschichte

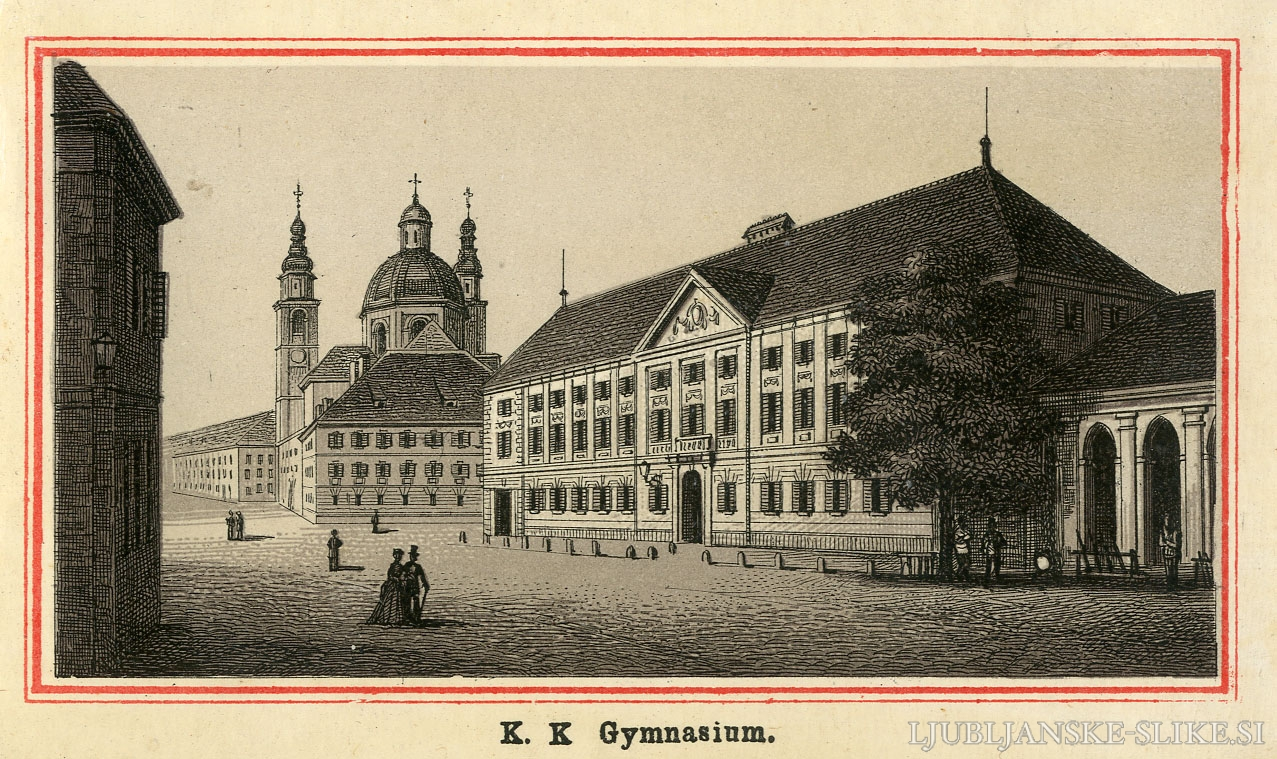
k.u.k. Gymnasium Laibach 1870

Mit der Reformation ab 1523 wurde ein protestantisches Schulwesen aufgebaut, das durch die Gegenreformation beendet wurde. Die Krainer Landstände errichteten 1536 eine professionelle Lateinschule im Range eines Gymnasiums, das neben dem Humanismus vor allem der slowenische Reformator Primož Trubar (Primus Truber, 1508–1586) durch seine in slowenischer Sprache gehaltenen Predigten prägte. Mit dem slowenisch abgefassten Schriftwerk gilt er als Begründer der landeseigenen Schriftsprache. Das breite Volksschulwesen blieb erhalten.
Das Gymnasium Laibach begann 1599 mit der Eröffnung einer Jesuitenschule und wurde ein geistiges Zentrum im Land, das auch über einen hochschulartigen Überbau verfügte. Daraus erwuchsen gelehrte Gesellschaften wie 1693 die Academia Operosorum und 1701 die Gründung der Academia Philharmonicorum. Im 19. Jahrhundert hat im Gymnasium der Nationalist Peter von Radics unterrichtet. Der deutschsprachige Teil wurde mit der Unabhängigkeit von Österreich-Ungarn 1918 geschlossen. Der Philosoph Slavoj Žižek (* 1949) hat die im Stadtteil Bežigrad weitergeführte Schule besucht.
Das Fundament der slowenischen Bildung ab 1918 wurde die Nationale Schule [narodna škola] mit vierjähriger allgemeiner Schulpflicht und einer weiteren, freiwilligen vierjährigen Höheren Nationalen Schule [visa narodna škola]. Bei den Sekundarschulen gab es drei Typen: (1) das Gymnasium [gimnazija], (2) die Bürgerschule [građanska škola] und (3) unterschiedliche technische und berufliche Schulen nach dem Modell des Bildungsreformers Armand von Dumreicher. Im sozialistischen Jugoslawien wurde die Berufsbildung zuungunsten der angeblich elitären Gymnasien ausgebaut. In der Reformzeit um 1999 wurde die Schulzeit auf 9 Pflichtjahre verlängert, bis zum Abitur sind 13 Schuljahre erforderlich.
Die Universität Ljubljana wurde 1919 nach der Unabhängigkeit Jugoslawien gegründet. Die anderen Universitäten entstanden erst im sozialistischen Jugoslawien oder später.

## Einzelbelege
1. ↑  Basistabelle Öffentliche Gesamtausgaben für Bildung. Abgerufen am 26. Dezember 2023.
2. ↑  OECD Better Life Index. Abgerufen am 27. Dezember 2023.
3. ↑  https://primorske.svet24.si/mnenja/komentarji/prevec-podatkov-premalo-znanja
4. ↑  Šimenc, Marjan: Education reform and the normalisation of private education in Slovenia. 30. Juli 2021, doi:10.25656/01:22799 (pedocs.de [abgerufen am 26. Dezember 2023]).
5. ↑  Team G2W: Slowenien: Katholische Kirche weist Mitschuld an Krise zurück. Abgerufen am 26. Dezember 2023.
6. ↑  Slowenien Bruttoeinschulungsquote, 1970-2022 - knoema.com. Abgerufen am 28. Dezember 2023 (deutsch).
7. ↑  Prva gimnazija Maribor. Abgerufen am 27. Dezember 2023.
8. 1 2  Peter Gerds: Slowenien. In: BIBB / Internationales Handbuch der Berufsbildung. 2004, S. 31 ff, 55 ff, abgerufen am 26. Dezember 2023.
9. ↑  Higher education | GOV.SI. Abgerufen am 26. Dezember 2023 (englisch).
10. ↑  Gimnazija Bežigrad. 22. Dezember 2023, abgerufen am 26. Dezember 2023 (slowenisch).
11. ↑  France M. Dolinar: Das Jesuitenkolleg in Laibach und die Residenz Pleterje, 1597-1704. Theologische Fakultät Laibach, 1977 (google.de [abgerufen am 26. Dezember 2023]).
12. ↑  Matthäus Klimesch: Zur Geschichte des Laibacher Gymnasiums. Laibach 1896 (slowenisch)